# Pondor
Pondor – wieś w Słowenii, w gminie Tabor. W 2018 roku liczyła 157 mieszkańców.